# 巴黎经济学院
巴黎經濟學院（法語：École d'économie de Paris），創立於2006年12月21日，是一家高等专业研究网络，法律地位为科学合作基金会，学校建立的目的是为了培养经济学家并为法国经济研究作出贡献。

## 师资与国际地位
为了响应前任法国总理多米尼克·德维尔潘的号召, 创建有着顶尖学术成果和更全面学科门类的大学, 巴黎经济学院于2006年12月21日在法国巴黎正式建立。作为法国国家科学研究中心 (CNRS) 的成员之一，其主要的师资力量包括巴黎高等师范学院 (ENS), 巴黎综合理工学院 (École Polytechnique)，国立桥路学校 (École des Ponts ParisTech), 社会科学高等学院 (EHESS), 国家农业研究院 (INRA), 国立统计与经济管理学校 (ENSAE), 巴黎高等商业研究学院(HEC), 以及 巴黎第一大学。
巴黎经济学院和美国高校也有良好的合作关系，除与加州大学伯克利分校有正式交换项目之外， 最近又刚刚宣布与纽约大学建立全球合作伙伴关系。
巴黎经济学院作为集合了巴黎地区最佳经济力量的学院，人才济济，实力雄厚，其学者的论文发表量在全球53所研究机构中排名前13。根据2014年5月份发表的全球经济学专业排名显示，巴黎经济学院已经名列世界第7位。

## 校友
- 艾絲特·杜芙若 (麻省理工學院)
- Gilles Duranton (賓夕法尼亞大學)
- Emmanuel Farhi (哈佛大學)
- Xavier Gabaix (紐約大學)
- Pierre-Olivier Gourinchas (加州大學伯克利分校)
- Thomas Philippon (紐約大學)
- 湯瑪斯·皮克提 (社会科学高等学院)
- Helene Rey (倫敦商學院)
- 伊曼纽尔·赛斯 (加州大學伯克利分校)

## 顧問團
- Robert Allen (牛津大學)
- 安东尼·巴恩斯·阿特金森 (牛津大學)
- Olivier Blanchard (麻省理工學院)
- Richard Blundell (倫敦大學學院)
- Graziella Caselli (羅馬大學)
- Paul A. David (史丹福大學)
- Rodolphe Dos Santos (斯特拉斯堡大學)
- 约恩·埃尔斯特 (法蘭西公學院)
- Andreu Mas Colell (Pompeu Fabra University)
- 詹姆斯·莫理斯 (香港中文大學)
- Torsten Persson (斯德哥爾摩大學)
- Patrick Rey (Toulouse School of Economics)
- 丹尼·罗德里克 (哈佛大學肯尼迪政府學院)
- 阿马蒂亚·库马尔·森 ( 哈佛大學 )
- 约瑟夫·斯蒂格利茨 (哥倫比亞大學)
- Viviana Zelizer (普林斯頓大學)